# Шабалин, Анатолий Андреевич
Андре́евич Анатолий Шабали́н (род. 6 января 1946) — белорусский архитектор, шашечный композитор. Лауреат Государственной премии Белоруссии (2004, 2012). Чемпион мира по шашечной композиции (2012).

## Биография
Окончил БПИ в 1970 г. Работал в проектных институтах «Минскгражданпроект», «Минскпроект». С 1982 г. — главный архитектор проектов, главный архитектор института «Белгоспроект».
Из интервью:
«Моя спортивная биография началась почти 60 лет назад. Был чемпионом Белоруссии среди пионеров, затем — среди юношей, затем увлекся составлением шашечных композиций.
Первая позиция опубликована в 1955 году в газете „Зорька“. Вместе с братом Александром занимались составлением во всех жанрах композиции, и эти позиции занимали призовые места в республиканских соревнованиях. Благодаря книге Н. Н. Пустынникова „Шашечная задача“ я познакомился с такими „задачными гигантами“ как Шошин, Карякин, Куличихин и другими, и перешел к составлению только в жанре задач. В Белоруссии большое внимание пропаганде задач уделял А. В. Рокитницкий. После выхода в свет книги Г.Далидовича, И.Стрельчика „Задачи-миниатюры в международных шашках“ я стал составлять только задачи-100. На данный момент — 10-и кратный чемпион Белоруссии в этом жанре».
Основные работы (все в соавторстве)здание Минскэнерго (1994), жилой комплекс Российского посольства (2005), Дворец Республики (1983—1997), реставрация и реконструкция Национального академического Большого театра оперы и балета (2004—2009), культурно-спортивный комплекс «Минск-Арена» (2006—2009) в Минске; детский санаторий на озере Нарочь (1976); гостиница в Молодечно (1981); здание отдела записи актов гражданского состояния (1996), церковь в Сморгони (1998).
Спортивные достижения
Чемпион мира (First World Championship of Zadachas-100) — 2012
Чемпион Белорусской ССР
Чемпион Белоруссии
Награды
В 2004 году за комплексное художественное решение интерьеров Дворца Республики в г. Минске награждены Государственной премией Республики Беларусь ряд специалистов, в том числе:
Шабалин Анатолий Андреевич — архитектор, автор разработки рабочих чертежей и интерьеров Дворца Республики, разработчик технологии сценических комплексов и светокинокомплексов большого и малого залов, автор инженерного блока Дворца Республики и генерального плана Октябрьской площади
В 2012 году авторский коллектив в составе Валерия Куцко, Владимира Будаева и Анатолия Шабалина награждён Государственной премией Республики Беларусь за создание многопрофильного культурно-спортивного комплекса «Минск-Арена». Ими создан крупнейший спортивно-культурный объект на территории страны, по своему масштабу, инженерному и художественному решению сравнимый с лучшими образцами современной мировой архитектуры.

## Семья
Старший брат — Александр

## Тривия
Любимое блюдо — драники. Из интервью: «Иногда даже в зарубежных командировках, присутствуя на торжественных приемах, где никогда не заказываю изысканных блюд, прошу приготовить белорусские драники».